# پتروپاولوفسکویه (سرزمین آلتای)
پتروپاولوفسکویه (روسی: Петропавловское) یک منطقهٔ مسکونی در روسیه است که در سرزمین آلتای واقع شده‌است.